# Havelock Vetinari

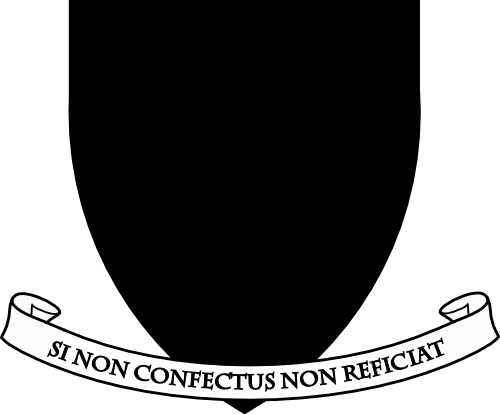
Herb rodowy Vetinariego

Havelock Vetinari (lord Vetinari), Patrycjusz Ankh-Morpork – postać fikcyjna, bohater cyklu książkowego Świat Dysku Terry'ego Pratchetta. Głowa największego miasta Dysku. Jest prawdopodobnie wzorowany na idealnym władcy z rozprawy Książę Niccolò Machiavellego, choć w jednej z powieści wspomniane jest, że Machiavelli przy Vetinarim nie nadawałby się nawet na zarządcę stajni. Vetinari powtarza jednak jego główne myśli, np. przekonanie o złej naturze człowieka.
W filmowych adaptacjach książek w postać lorda Vetinariego wcielili się Jeremy Irons i Charles Dance.
Lord Vetinari pochodzi ze szlachetnej rodziny Vetinarich, znanej na całym Dysku. W dzieciństwie uczęszczał do szkoły Gildii Skrytobójców uczącej, jak zabijać ludzi za wielkie pieniądze, ale dającej także znakomite wykształcenie w innych dziedzinach. Zdał egzaminy z oceną celującą. Jedynie jego nauczyciel z dziedziny ukrywania się i skradania narzekał, że nigdy nie widział go na swoich lekcjach, co sprawiało Vetinariemu sporą satysfakcję.
W późniejszym okresie Vetinari był wplątany w wydarzenia 25 maja i zasłynął tym, że nie zabił ówczesnego Patrycjusza, Morderczego Lorda Windera, mimo swych szczerych chęci. Vetinari był jedynie obecny przy jego śmierci, gdyż Winder zmarł krztusząc się tortem na widok niedoszłego oprawcy. Vetinari zostawił przy nim swą nieużytą broń. Następnie, po śmierci Johna Keela (czyli, w zmienionej historii, Sama Vimesa) przyłączył się do grupy rewolucjonistów, chwytając bez (będący ich symbolem) w zęby i zabijając kilku strażników.
Miejsce zmarłego Windera zajął lord Snapcase, po nim władzę objął Vetinari - w jaki sposób, nie zostało nigdy wyjaśnione. Nikt nie próbuje go obalić, a to z jednej prostej przyczyny: nie da się. Patrycjusz wydaje się idealnym władcą i politykiem, potrafi przewidywać posunięcia przeciwników. Zawsze o wszystkim wie, zna się na ludziach jak nikt inny oraz potrafi nimi zręcznie manipulować. Prowadzi ascetyczny tryb życia, prawie wcale nie śpi. Dużo czyta, szczególnie raporty i statystyki, ale także nuty.
Poza tym, w jego pałacu ukryty jest Leonard z Quirmu, genialny konstruktor i myśliciel który zawsze chętnie służy pomocą Patrycjuszowi.
Niemal nic nie wiadomo o rodzinie Vetinariego, poza tym, że ich herbem rodowym jest czarna tarcza, a dewiza herbowa to Si non confectus, non reficiat (pol. Jeżeli nie jest zepsute, nie naprawiaj). Jedyną znaną członkinią rodziny jest jego ciotka - Lady Meserole z Genoi, pojawiająca się w Straży nocnej. Prawdopodobnie to ta sama, która wcześniej określana była ciotka z Pseudopolis (m.in. Straż! Straż!). Poza nią, jedyną istotą, co do której Vetinari zdradza osobiste przywiązanie jest Wuffles, jego podstarzały terrier szorstkowłosy. Odegrał on znaczącą rolę w Prawdzie, w Świecie finansjery dowiadujemy się, że zdechł i został pogrzebany w pałacowych ogrodach.
Ze wspomnień Vetinariego zamieszczonych oszczędnie w Piątym Elefancie, wynika że w pewien sposób powiązany był z lady Margolottą z Überwaldu (zamglone spojrzenie sugeruje romans). W Niewidocznych Akademikach kwestia ta jest szerzej omówiona.
Vetinari utrzymuje osobistego sekretarza - to jeden z niewielu służących, którzy mają z nim bezpośredni kontakt. W Straż! Straż! jest nim Lupine Wonse, który okazuje się być przywódcą spisku, który przywoływał smoka na miasto. Smok wymyka się mu spod kontroli, a Wonse staje się jego sekretarzem, będący pod całkowitą psychiczną kontrolą smoka. Po jego unieszkodliwieniu jeszcze raz próbował przejąć władzę, jednak trafiony przez Marchewę książką z przepisami porządkowymi, zginął zabity przez posadzkę.
W późniejszych książkach funkcję sekretarza Vetinariego pełni Rufus Drumknott. Jest idealnym pomocnikiem, choć nie udało mu się jeszcze uchronić przed stratą ołówka w obecności Moista von Lipwiga.
Postać została uznana za jedną z dziesięciu najlepszych fikcyjnych postaci ze Świata Dysku.